# José de la Gándara
José de la Gándara y Navarro (Zaragoza, España, 12 de enero de 1820 – Biarritz, Francia, 1 de septiembre de 1885) fue un militar, político y gobernador de la Provincia de Santo Domingo y la Capitanía General de Filipinas.

## Biografía

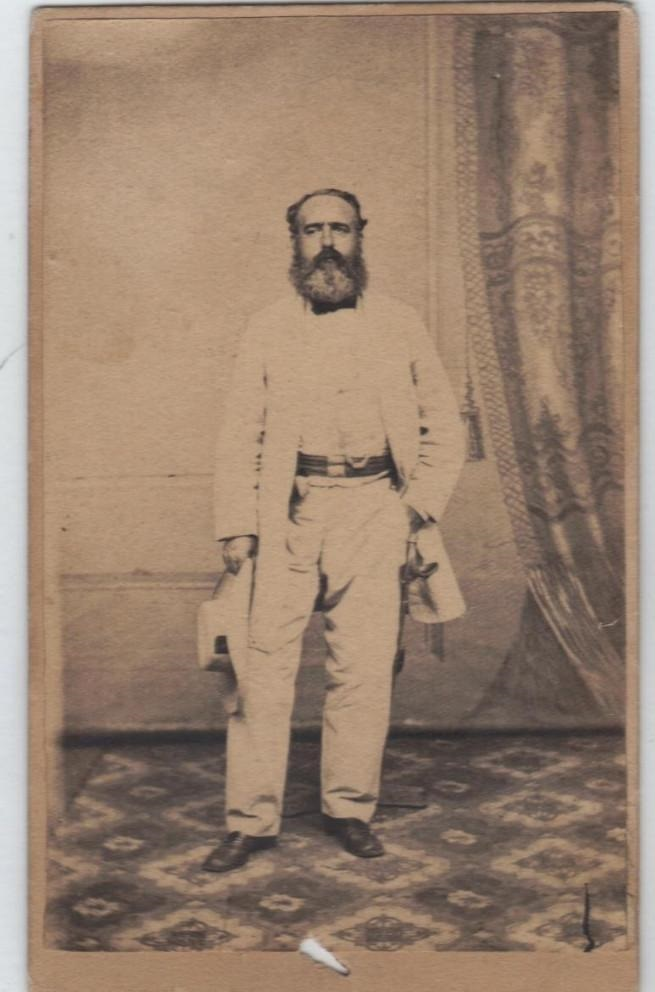
José de la Gándara en Santo Domingo, 1865

Nació el 12 de enero de 1820 en Zaragoza, donde su padre se encontraba destinado. 
Hijo de militar, también siguió la carrera de su padre. Participó en las guerras carlistas, fue gobernador militar de Fernando Poo en 1857 y de la provincia de Santiago de Cuba en 1862. Al año siguiente intervino con el empleo de general en la guerra de restauración contra las fuerzas independentistas de Santo Domingo, de cuya historia dejó escrita una obra en dos tomos, Anexión y guerra de Santo Domingo, publicada en Madrid en 1884. Tras la evacuación de la isla por las tropas españolas, en 1866 fue nombrado gobernador y capitán general de Filipinas, cargo que desempeñó hasta 1869. 
A su regreso a España fue elegido  senador por Navarra en las legislaturas de 1871 y 1872, jefe del cuarto militar del rey Amadeo I, capitán general de Castilla la Vieja en 1874 y senador vitalicio en 1883-84.
Falleció en Biarritz el 1 de septiembre de 1885.

## Familia
Hijo de militar, fue hermano del también militar y empresario Joaquín de la Gándara.